# Long Island, Nova Scotia
Long Island är en ö i Kanada.   Den ligger i provinsen Nova Scotia, i den sydöstra delen av landet, 800 km öster om huvudstaden Ottawa. Arean är 38 kvadratkilometer.
Terrängen på Long Island är platt. Öns högsta punkt är 85 meter över havet. Den sträcker sig 17,2 kilometer i nord-sydlig riktning, och 9,9 kilometer i öst-västlig riktning.